# Wang Jun (politiker)
Wang Jun, född 26 mars 1952, är en kinesisk kommunistisk politiker. Han blev efter Gruvkollapsen i Shanxi år 2008 guvernör för provinsen Shanxi, och samma år direktör för statsadministrationen för arbetssäkerhet.